# Organização de Cooperação Económica
A Organização de Cooperação Económica (OCE) (em inglês: Economic Cooperation Organization) é uma organização internacional intergovernamental que agrupa dez países da Eurásia. Foi criado em 1985 pelo Irã, Paquistão e Turquia para promover cooperação econômica, técnica e cultural. Sucedeu a Cooperação Regional para o Desenvolvimento (CRD), que existiu entre 1964 e 1979, que foi formada no rescaldo do Tratado de Izmir, assinado em 1977. Em 1992, Afeganistão, Azerbaijão, Cazaquistão, Quirguistão, Tajiquistão, Turcomenistão e Usbequistão se uniram ao grupo.